# Новожилов, Борис Яковлевич
Борис Яковлевич Новожилов (24 апреля 1934 — 30 декабря 1998, Краснотурьинск, Свердловская область, Россия) — советский и российский тренер по лёгкой атлетике. Заслуженный тренер СССР (1980).

## Биография
Родился 24 апреля 1937 года.
Окончил государственный институт физической культуры им. П. Ф. Лесгафта в Ленинграде. По распределению был направлен на работу в Свердловск. С 1966 года работал тренером по лёгкой атлетике на кафедре физвоспитания Уральского политехнического института. В 1971 году перешёл на работу в спортивный клуб «Калининец».
По результатам выступления тренируемых им спортсменов на Олимпиаде 1980 года, Борис Яковлевич был удостоен почётного звания «Заслуженный тренер СССР».
После начала перестройки Борис Яковлевич вернулся в Уральский политехнический институт. В 1997 году Новожилов возглавил легкоатлетическую сборную команду СК «Маяк» г. Краснотурьинск.
Трагически погиб в автомобильной катастрофе 30 декабря 1998 года при подъезде к городу Краснотурьинск. Похоронен на Северном кладбище Екатеринбурга.
Занесен в Книгу Памяти Министерства спорта Свердловской области под № 124. Ежегодно проводится мемориал Б. Я. Новожилова — легкоатлетические соревнования в манеже Уральского федерального университета, которым открывают зимний легкоатлетический сезон в Свердловской области.
Среди его воспитанников:
- Ольга Минеева — олимпийская чемпионка 1980 года и чемпионка Европы 1982 года[4],
- Валентина Ильиных (Жукова) — двукратный призёр Универсиад (1979, 1981) и серебряный призёр чемпионата Европы в помещении[2],
- Борис Кузнецов — участник Олимпийских игр 1976 года, бронзовый призёр чемпионата Европы в помещении 1975 года[5],
- Геннадий Львов — чемпион СССР 1977 года,
- Андрей Тихонов — участник Олимпийских игр 1992 года, чемпион СНГ 1992 года, трёхкратный чемпион России (1993, 1994)[6], и другие спортсмены[7].